# Foramen ovale (hjärta)
Foramen ovale eller  botalliska hålet är en oval öppning i ett fosters hjärta genom vilket blodet kan passera från höger till vänster förmak.
Öppningen behövs för att syresatt blod kommer till fostret genom moderkakan och navelsträngen utan att passera fostrets lilla kretslopp. Genom foramen ovale kringgås detta så blodet från placentan (moderkakan) istället kommer direkt ut i stora kretsloppet. Vid födseln då barnet drar sitt första andetag så sluts denna öppning och läker till fossa ovalis (en grop i väggen mellan höger och vänster förmak). Om barnet föds mycket för tidigt och lungorna är omogna så kan vårdpersonalen direkt i samband med födseln sätta en så kallad navelkateter och ge barnet hjälp med näring och läkemedel den vägen direkt i blodet. I dessa fall kontrolleras att foramen ovale inte kvarstår öppet. Hos ungefär 20% av befolkningen sluts aldrig foramen ovale, men på grund av att trycket i höger förmak nästan alltid är lägre än i det vänstra hålls hålet igen av en hudflik, och man märker inte av problem av att hålet aldrig slutits och läkt. I vissa fall kan måste man dock sluta det kirurgiskt för att barnen inte ska lida av syrebrist eller bli hjärtinkompenserade.